# 国民議会 (ブータン)
国民議会（こくみんぎかい、ゾンカ語: རྒྱལ་ཡོངས་ཚོགས་འདུ།、Gyelyong Tshogdu）は、ブータン王国の議会（下院）。国家評議会とともに両院制の国会を構成する。なお、2008年に成立した新憲法によれば、国王、国家評議会、国民議会の3者により国会を構成するとしている。

## 概要
1953年に一院制議会として設置され、2008年に両院制へ移行した。定数47。議員の任期は5年だが、国民議会解散の場合には期間満了前に終了する。
議会の規則では、電子機器の使用や飲食、喫煙を禁止している。また、議会は、2008年6月に審議中に議員らがゲームをする恐れが有るとして、議場でのノートパソコンの持込を禁じた。

### 選挙
2008年の新憲法制定を前に普通選挙へと移行した。単純小選挙区制。ただし、全政党参加の予備選を経て、上位2党による決選投票が行われる。
- 選挙資格：18歳以上の国民（憲法第23条第2節）。王族と僧侶には資格が無い。
- 被選挙資格：25歳以上65歳以下の国民（憲法第23条第3節）。王族と僧侶には資格が無い。

## 選挙結果
2013年国民議会選挙
| 政党                               | 政党               | 第1回投票 | 第1回投票 | 第2回投票 | 第2回投票 | 第2回投票 | 第2回投票 |
| 政党                               | 政党               | 得票数    | 得票率    | 獲得 議席 | 増減      | 得票数    | 得票率    |
| ---------------------------------- | ------------------ | --------- | --------- | --------- | --------- | --------- | --------- |
|                                    | 国民民主党         | 68,650    | 32.53%    | 32        | 30        | 138,760   | 54.88%    |
|                                    | ブータン調和党     | 93,942    | 44.52%    | 15        | 30        | 114,093   | 45.12%    |
|                                    | ブータン協同党     | 35,962    | 17.04%    |           |           |           |           |
|                                    | ブータン大衆党     | 12,457    | 5.90%     |           |           |           |           |
| 総計                               | 総計               | 211,018   | 100.0%    | 47        | ± 0       | 252,853   | 100.0%    |
| 有権者数（投票率）                 | 有権者数（投票率） | 381,790   | 55.27%    |           |           | 381,790   | 66.23%    |
| 出典：ブータン選挙管理委員会a, b c |                    |           |           |           |           |           |           |

任期満了により実施。
ブータン調和党（DPT）、国民民主党（PDP）、Bhutan Kuen-nyam Party (BKP)、Druk Chirwang Tshogpa (DCT)、Druk Nyamrup Tshogpa (DNT)の計5政党が参戦予定だったが、選挙戦開始前の候補者申請に不備があったとして、BKPは選挙管理委員会から失格を言い渡された。このため、予備投票は残る4政党により争われた。2013年5月31日、予備投票が実施され、DPTとPDPが決選投票へ進出した。
決選投票を前にして、PDPはDNTの候補者を取り込むなどし、事実上の2位・3位連合を結成した。7月13日の決選投票ではPDPが32選挙区、DPTが15選挙区で勝利し、PDPが政権を獲得した。
7月19日に、PDP党首のツェリン・トブゲが第2代首相として選出された。8月2日には、議長としてジグメ・ザンポ、副議長としてチミ・ドルジがそれぞれ選出されている（いずれもPDP）。国民議会内野党党首には、前農相のペマ・ギャムツォが就任した。
2008年国民議会選挙
| 政党                               | 政党                     | 獲得 議席 | 増減 | 得票数  | 得票率 |
| ---------------------------------- | ------------------------ | --------- | ---- | ------- | ------ |
|                                    | ブータン調和党           | 45        | 045  | 169,490 | 67.04% |
|                                    | 国民民主党               | 2         | 002  | 83,322  | 32.96% |
| 総計                               | 総計                     | 47        | 047  | 252,812 | 100.0% |
| 有効票数（有効率）                 | 有効票数（有効率）       | -         | -    | 252,812 | 100.0% |
| 無効票・白票数（無効率）           | 無効票・白票数（無効率） | -         | -    | 0       | 0.00%  |
| 投票者数（投票率）                 | 投票者数（投票率）       | -         | -    | 252,812 | 79.38% |
| 棄権者数（棄権率）                 | 棄権者数（棄権率）       | -         | -    | 65,653  | 20.62% |
| 有権者数                           | 有権者数                 | -         | -    | 318,465 | 100.0% |
| 出典：欧州連合選挙監視団最終報告書 |                          |           |      |         |        |

参加政党は、ブータン調和党（DPT）、国民民主党（PDP）の2党のみのため、予備選挙は行われなかった。
なお、3月24日時点ではDPT44議席、PDP3議席であったが、1選挙区において集計ミスが判明し、27日に結果が変更された。
この結果に対してPDPは、PDP優勢のはずの情勢が投票日直前に急転したのは納得がいかないとして、選挙委員会にDPTの選挙不正を調査するよう申し入れ、あわせて4月2日に高等裁判所に異議申し立てを行ったが、7日に高等裁判所はこれを棄却した。なお、欧州連合（EU）や日本などが派遣している選挙監視団からは、不正があったとの報告はなされていない。また、PDPの当選議員2人は、選挙過程・結果に抗議するため、いったんは3月28日に当選辞退を選挙委員会に申し入れたが、4月3日にはこれを撤回し、野党として国会で活動することを改めて表明した。
2008年4月21日、国民議会議員が就任宣誓を行い、議長にジグメ・ツルティム（Jigme Tshultim）、副議長にヤング・ツェリン・シェルパ（Yangkhu Tshering Sherpa）が選出された（いずれもDPT）。また、PDPのツェリン・トブゲが、国民議会内野党党首となっている。

## 参考資料
- 諸橋邦彦, 坪野和子「ブータン王国2008年憲法［仮訳］」『環日本海研究年報』第16巻、新潟大学大学院現代社会文化研究科環日本海研究室、2009年2月、164-189頁、CRID 1050001339235926784、hdl:10191/13393、ISSN 13478818。「この論文は、紀要掲載後に加筆・訂正を行ったものである。」